# Vicent Enric Belda
Vicent Enric Belda (Agullent, 1962) es un escritor español en lengua valenciana. 
Ha ganado el Premio Samaruc con L'estirp de l'horror (Ediciones Bromera, 1997) y el Premio Vicent Silvestre de narrativa infantil en 2006 por La llegenda de l'amulet de jade (Bromera, 2007), que también fue elegida para los Premios White Ravens en 2008 —una selección que realiza la biblioteca de Munich de las obras infantiles y juveniles más destacadas en el mundo—. Con El secret de Meritxell (Bromera, 2011) ganó por segunda vez el Premio Vicent Silvestre (2010) y también el Premio Samaruc. En 2012 ganó el XVII Premio Bancaja de narrativa juvenil con la novela Les ombres del bosc. También es autor de la novela juvenil Història de Sam. Deus ex machina (Bromera, 2013), una historia de ciencia ficción, protagonizada por un androide. Premi "Enric Valor de Narrativa Juvenil 2019" por "Unes veus a l'altra part del mur". En narrativa breve, ha ganado el Premio Tinet, dentro de los Premios Ciudad de Tarragona en 2013 con Vi bo Vi bo i altres contes, Cossetània Edicions, 2013. Premio València de Narrativa en Valenciano de la Institución Alfons el Magnànim por "Pavana per a un infant difunt" (Edicions Bromera, 2022).